# Quest 64
Holy Magic Century lanzado como Quest 64 en Estados Unidos y Australia, es un RPG de acción controlando un único personaje desarrollado por Imagineer y distribuido por THQ. Fue lanzado para la Nintendo 64 en 1998 y fue el primer RPG lanzado para la consola en Estados Unidos y Europa. El lanzamiento fue bastante ignorado debido principalmente al lanzamiento cercano de The Legend of Zelda: Ocarina of Time. La historia del juego ocurre en un mundo de fantasía donde el personaje controlado por el jugador es un aprendiz de mago llamado Ayron (Brian en la versión americana). Ayron se pone a buscar a su padre, Lord Bartholomy, quien dejó el monasterio de la magia para buscar al ladrón que robó el " Eletale Book " (el libro de Eletale), el cual contiene poderes increíbles pero no se tienen noticias de él y su hija va en su búsqueda. El jugador debe recolectar los amuletos elementales, los cuales han sido robados por peligrosos ladrones, necesarios para derrotar al jefe final del juego.

## Sistema de juego
El juego es un RPG de corte clásico donde nos moveremos a través de los mapeados por una cámara controlada por el juego. Los combates son por turnos. Es decir, cada personaje involucrado en el combate tiene la posibilidad de desplazarse (siempre dentro del límite de la maya propia de cada personaje que simboliza el máximo desplazamiento en un turno de cada personaje) y realizar un movimiento de ataque, que bien puede ser un ataque directo con la vara o un conjuro. Podremos salir del combate si nos salimos de la maya exterior que rodea al combate pero la posibilidad de caer en un combate aleatorio es mayor tras cada huida. El sistema de experiencia del juego no se basa sobre un tradicional modelo de subir de un nivel a otro. El personaje gana experiencia en uno de los cuatro elementos que son tierra, aire, fuego y agua. Según aumenta la experiencia en alguno de estas áreas, el poder y nivel de los conjuros en esa área crece. Además, el juego no tiene un sistema monetario por lo que cada ítem del juego no se puede comprar sino que se tiene que encontrar el cofre con el ítem o ser dado por personajes del juego gratuitamente. Cuando el jugador se queda sin vida, el juego le devuelve a la última posada en la cual haya salvado. Aparecerá con 1 de vida, pero puede restaurar toda su vida dentro de la posada. Además, podrá mantener todos los ítems, conjuros y expereciencia que haya obtenido.

## Crítica
A la crítica le gustó el colorido mundo y su abierta exploración pero el juego pecaba de ser un RPG muy directo por lo que la historia tenía pocas sorpresas sobre los personajes y no goza de ninguna FMV ni escena generada por el motor para contar la historia. Además, el juego es bastante simple y fácil; generalmente recomendado para iniciados de los RPG. El juego sufre de bastantes problemas comunes de Konami de juegos lanzados para la N64. Los gráficos 3D están por debajo de la media. La música es MIDI- aun cuando la música generada por la N64 tiene calidad de CD. La manera de salvar en el juego no es la mejor. La única manera de salvar un progreso es hablando con el dueño de la posada de un pueblo. Esto puede ser bastante molesto si estás en mitad de un bosque y necesitas parar de jugar.